# Condylarthra
Condylarthra là một bộ động vật có vú tuyệt chủng được biết đến chủ yếu từ các thế Paleocen và Eocene. Condylarthra là một trong những động vật có vú Paleocen đặc trưng nhất và chúng minh họa cho cấp độ tiến hóa của các động vật có vú Paleocen. Khi so sánh với động vật có vú ngày nay, chúng tương đối không chuyên đẻ nhau thai. 

## Phân loại
- Họ Arctocyonidae
  - Chi Arctocyon
  - Chi Chriacus
- Họ Periptychidae
  - Chi Ectoconus
  - Chi Oxyacodon
- Họ Hyopsodontidae
  - Phân họ Tricuspiodontinae
    - Chi Litomylus
    - Chi Paratricuspiodon
    - Chi Tricuspiodon

  - Chi Aletodon
  - Chi Decoredon
  - Chi Dipavali
  - Chi Dorraletes
  - Chi Haplaletes
  - Chi Haplomylus
  - Chi Hyopsodus
  - Chi Louisina
  - Chi Microhyus
  - Chi Midiagnus
  - Chi Oxyprimus
  - Chi Palasiodon
  - Chi Paschatherium
  - Chi Utemylus
  - Chi Yuodon
- Họ Mioclaenidae
- Họ Phenacodontidae
  - Phân họ Meniscotheriinae
    - Chi Ectocion
    - Chi Meniscotherium
    - Chi Orthaspidotherium
    - Chi Pleuraspidotherium

  - Chi Almogaver
  - Chi Copecion
  - Chi Eodesmatodon
  - Chi Phenacodus
- Họ Didolodontidae
- Họ Sparnotheriodontidae?
- Chi Tingamarra?
- Chi Protungulatum
- Chi Kharmerungulatum